# Bockelnhagen

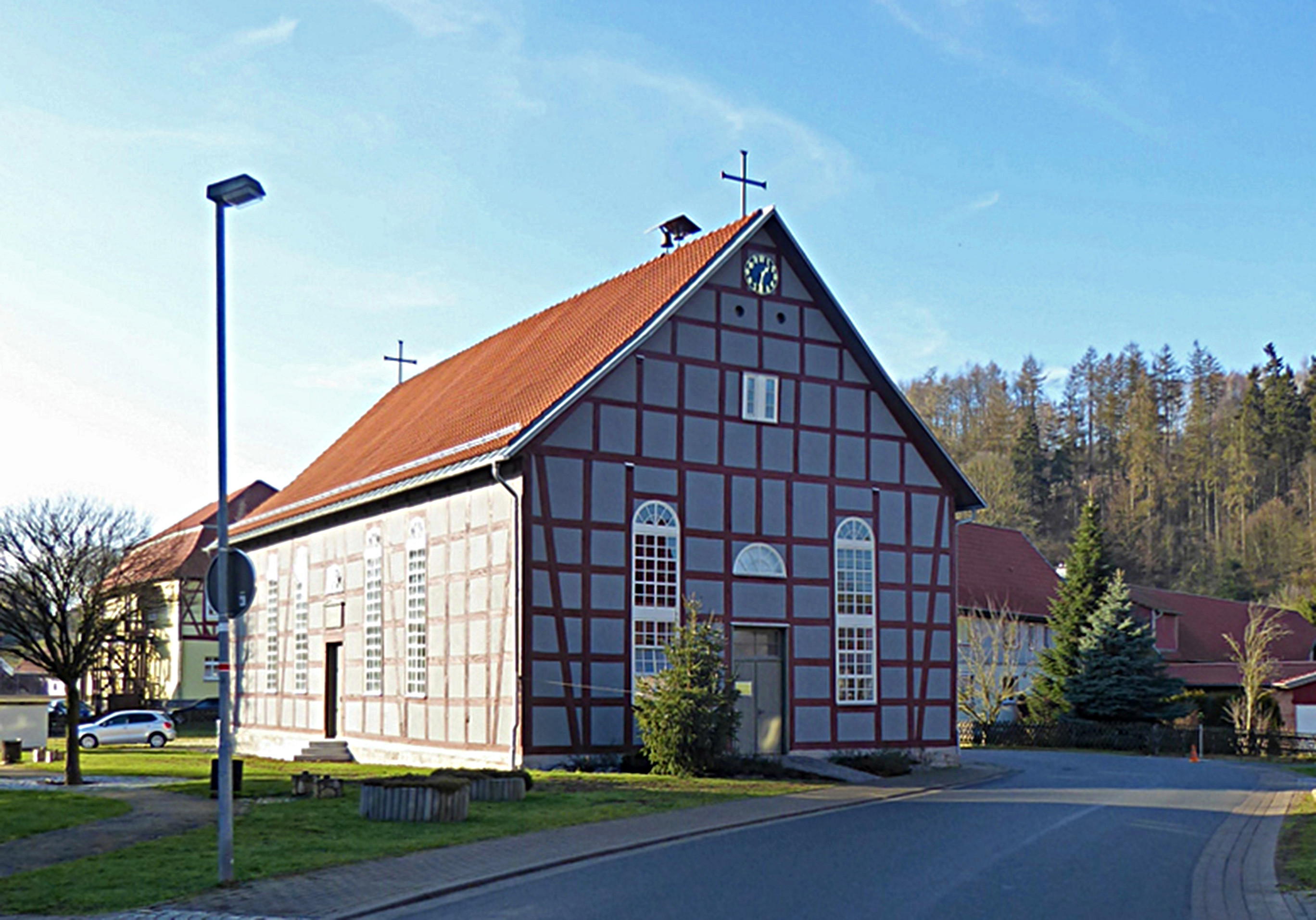
Dorfkirche St. Michaelis

Bockelnhagen ist ein Dorf im thüringischen Landkreis Eichsfeld. Seit dem 1. Dezember 2011 ist die vormals selbständige Gemeinde ein Ortsteil der Landgemeinde Sonnenstein. Bockelnhagen ist eines der wenigen Dörfer im Landkreis Eichsfeld, die nicht zum historischen Eichsfeld gezählt werden. Bockelnhagen hat ohne den Ortsteil Weilrode 268 Einwohner.

## Lage
Bockelnhagen liegt im Tal der Weilroder Eller in der Landschaft des Silkeroder Hügellandes, welches bereits zum Südharz gerechnet wird. Die Ortschaft befindet sich ungefähr 17 Kilometer nordöstlich von Leinefelde-Worbis an der Landesstraße 1013 unweit der ehemaligen Innerdeutschen Grenze und heutigen Landesgrenze nach Niedersachsen. Die hügelige Landschaft um den Ort wird von zahlreichen Bergen geprägt, unter anderem dem Wunderberg (304 m) im Osten, dem Unteren Scherenberg (320 m) im Süden und dem Schulenberg (301 m) im Westen.

## Geschichte
Bockelnhagen wurde am 14. Juni 1143 erstmals urkundlich erwähnt. Im Jahr 1143 erbaute Pencesslaus Rieme im Ort den Rittersitz zu Bockelnhagen, worauf er und einige seiner Nachkommen den Namenszusatz von Bockelnhagen führten. Der Zweig seines Sohnes Goserich, der sich in Esplingerode niederließ, übernahm den dortigen Ortsnamen. Der Ort gehörte von 1816 bis 1944 zum Regierungsbezirk Erfurt der preußischen Provinz Sachsen. 1940 kamen polnische Zwangsarbeiterinnen und Zwangsarbeiter ins Dorf. Auf dem Gut Neuhof mussten seit 1942 polnische und ukrainische Zwangsarbeiter arbeiten, unter ihnen drei Kinder. Am 1. Dezember 2011 schloss sich die Gemeinde Bockelnhagen mit sieben anderen Gemeinden der Verwaltungsgemeinschaft Eichsfeld-Südharz zur Landgemeinde Sonnenstein zusammen.

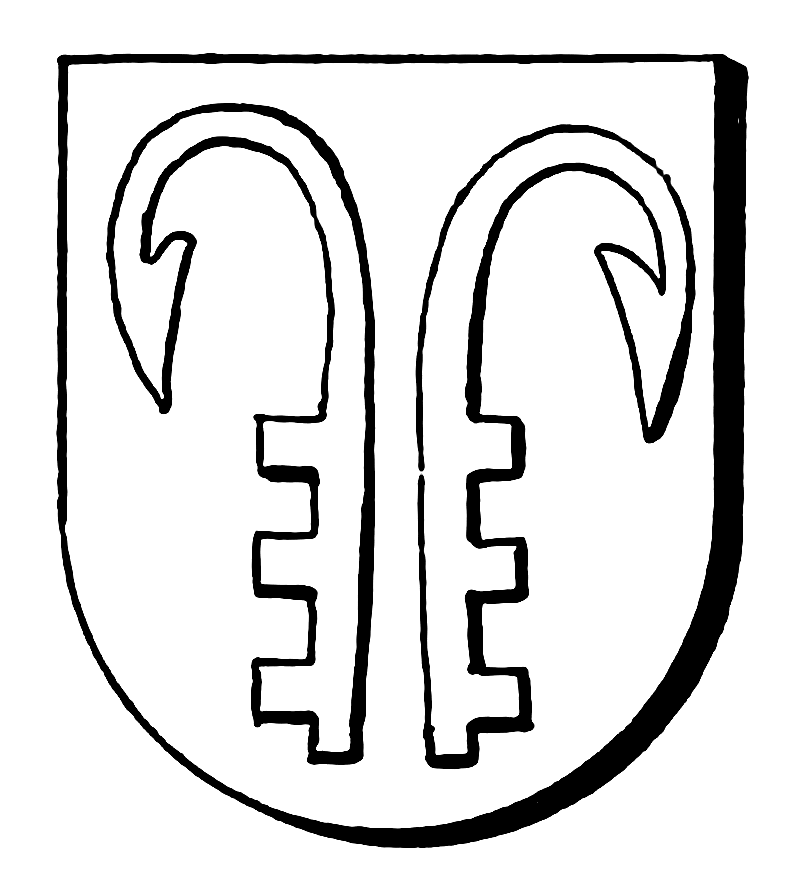
Wappen derer von Bockelnhagen

### Herren von Bockelnhagen
Mit Pencesslaus Rieme, der sich 1143 in Bockelnhagen im Gericht Allerberg niederließ und einen adligen Sitz aufbaute, begann das Adelsgeschlecht derer von Bockelnhagen. Seine Nachkommen nannten sich teilweise nach ihren Vorfahren noch Rieme (Hartmann (1226, 1238) mit seinen Söhnen Barthold und Johann) oder Bockelnhagen (Barthold (1230)), während Dietrich (1207), in anderen Quellen Goserich genannt, sich in Esplingerode niederließ und dort ein eigenes Adelsgeschlecht begründete. Sie waren wie ihre Stammesverwandten mittels Schenkungen oder Verkauf mit dem Kloster Pöhlde verbunden. Letztmals wird 1313 ein Thilo von Bockelhagen genannt, das Erbe ging an die befreundeten und mitbelehnten Herren von Minnigerode, die sich Von Minnigerode zu Bockelnhagen (1693) nannten. Das Wappen zeigt zwei aufwärtsgebogene Fischangeln auf roten Grund. Unmittelbare Nachkommen von Barthold von Bockelnhagen waren vermutlich:
- Dietrich von Bockelhagen (1263, 1297)
- Hermann (1267) und Berthold von Bockelhagen (1289, 1298), Berthold war mit Cunigunde verheiratet und verkaufte bzw. verschenkte seinen Zehnten in Buenrode und Wenigenhagen[7]
- Thilo (1313), Sohn des Berthold, entsagt den Zehnten von Wenigenhagen an das Kloster Pöhlde[8]

### Innerdeutsche Grenze
Bockelnhagen mit seiner großen Gemarkung befand sich während der innerdeutschen Teilung im Sperrgebiet und teilweise im besonders streng abgeriegelten Schutzstreifen. Von den zahlreichen in Bockelnhagen existierenden Gütern und Einzelhöfen wurden im Zuge der Bodenreform und der Grenzsicherungsmaßnahmen der DDR viele abgerissen:
- Rittergut (Hohes Haus), im Besitz derer von Minnigerode
- Rittergut, ebenso
- Rittergut Neuhof, ebenso
- Gehöft Wechselhagen, in Grenznähe Richtung Bartolfelde
- Vorwerk Kreuzhof, Grenznähe
- Vorwerk Kuhmord, Grenznähe

### Einwohnerentwicklung
Entwicklung der Einwohnerzahl (31. Dezember):
| - 1994: 624 - 1995: 618 - 1996: 613 - 1997: 630 | - 1998: 619 - 1999: 591 - 2000: 590 - 2001: 485 | - 2002: 478 - 2003: 469 - 2004: 472 - 2007: 454 |

Datenquelle: Thüringer Landesamt für Statistik

## Wappen
Blasonierung: „In Rot einen schräglinken silbernen Balken, belegt mit einem schräglinken blauen Wellenbalken, oben ein silberner Turm und unten ein silberner Angelhaken.“
Der Wellenbalken steht für das zur Gemeindeflur gehörige Quellgebiet der Weilroder Eller. Der Angelhaken geht auf das Wappenbild der Herren von Bockelnhagen zurück, die ihn, wie alle zum Stamm der Rieme gehörenden im Wappen führten. Die von Rieme waren Abkömmlinge des Geschlechtes von Minnigerode, welche sich in der zweiten Linie häufig von Rieme nannten. Späterhin spalteten sich von der Bockelnhagener Linie die Zweige derer vor dem Schulenberge, auf dem Hohenhause, auf dem Oberhofe, auf dem Forstmeistershofe und zu Wollershausen ab. Das Wappen derer von Bockelnhagen führte zwei silberne, mit der Spitze auf- und auswärts gekehrte Fischangeln, die auf roten Grund lagen, sowie sieben Pfauenfedern, welche einen Helm bekrönten. Der stilisierte Turm symbolisiert die in ihren Grundmauern erhaltene Allerburg bei Bockelnhagen.

## Bürgermeister
Der letzte ehrenamtliche Bürgermeister vor der Eingemeindung Frank Hartmann (SPD) wurde am 6. Juni 2010 wiedergewählt.

## Sehenswürdigkeiten

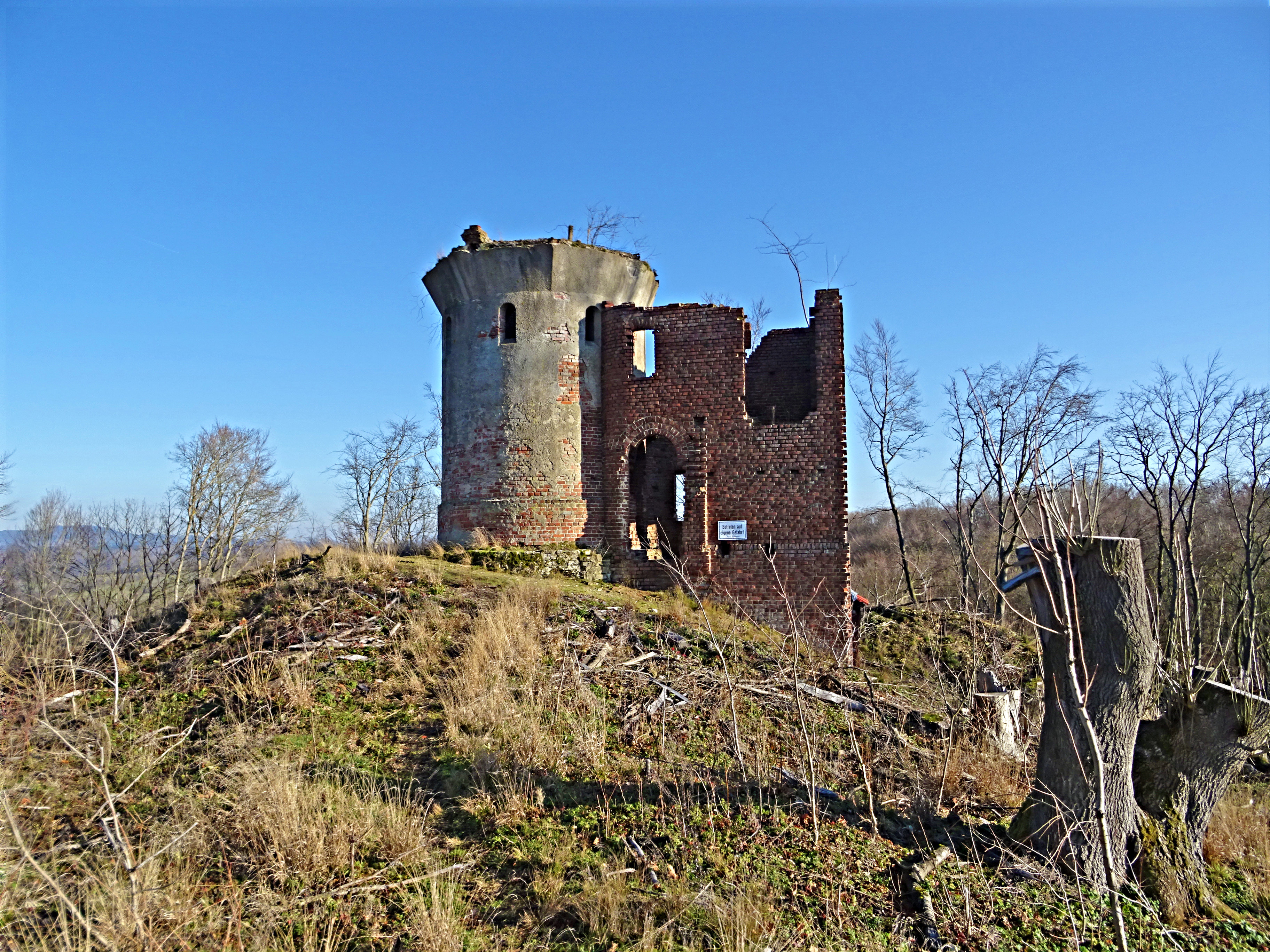
Aussichtsturm und Klause der Allerburg

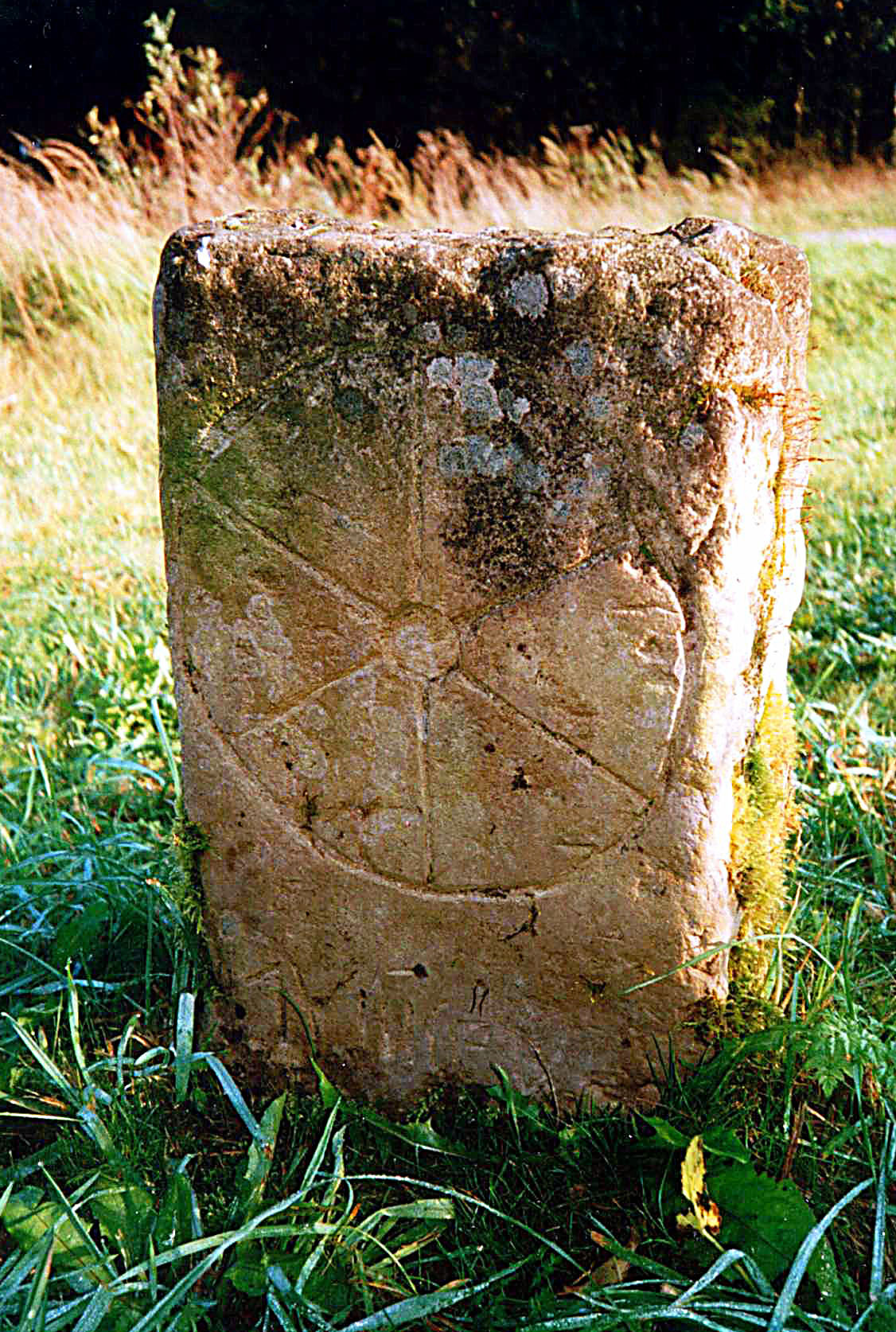
Nachbildung des Kurmainzischen Grenzsteins südlich von Weilrode

- Allerburg
- Kirche St. Michaelis
- Kirchruine Kirchdorf
- Heeresbuche im Schulenberg

## Bildung
In Bockelnhagen gibt es seit 2003 mit der IGEL-Schule eine freie Grundschule mit einem reformpädagogischen Hintergrund.

## In Bockelnhagen geboren
- Karl-Heinz Schmelzer (1926–1989), Politiker (SPD), von 1978 bis 1989 Oberbürgermeister von Neuwied